# Sérsic-Profil

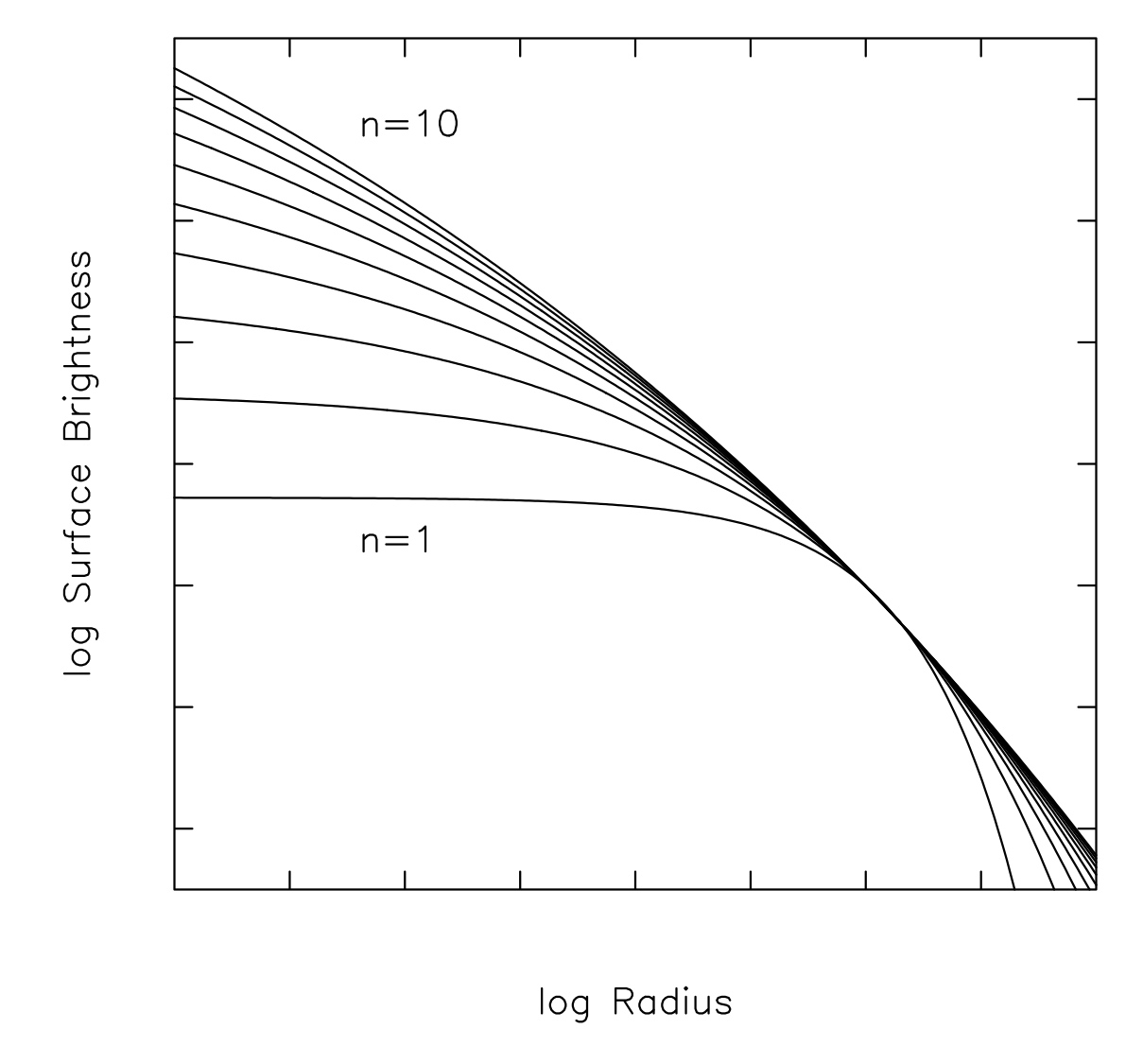
Verlauf der Flächenhelligkeit für verschiedene Sérsic-Indizes

Das Sérsic-Profil beschreibt allgemein die Helligkeitsverteilung in Galaxien, d. h. es beschreibt, wie sich die Flächenhelligkeit einer Galaxie mit der Entfernung von ihrem Zentrum ändert.
Das Sérsic-Profil ist eine Verallgemeinerung des De-Vaucouleurs-Profils und wurde von José Luis Sérsic eingeführt.

## Definition
Das Helligkeitsprofil mit dem Sérsic-Index {\displaystyle n} besitzt folgende mathematische Form:
{\displaystyle \log \left({\frac {I(R)}{I_{e}}}\right)=-b_{n}\left[\left({\frac {R}{R_{e}}}\right)^{\frac {1}{n}}\,-1\right]}.
Hierbei bezeichnet {\displaystyle I_{e}} die Flächenhelligkeit am Ort des Effektivradius {\displaystyle R_{e}}, d. h. bei dem Radius, innerhalb dessen die halbe Leuchtkraft emittiert wird. Entsprechend wird der Faktor {\displaystyle b_{n}} so gewählt, dass diese Bedingung erfüllt wird. In guter Näherung gilt:
{\displaystyle b_{n}\approx 1.999\,n-0.327}.
Je höher der Sérsic-Index der betrachteten Verteilung, desto höher die Lichtkonzentration im Zentrum der Galaxie und desto größer die Flächenhelligkeit für größere Radien.

## Anwendungen
- Für {\displaystyle n=4} ergibt sich wieder das De-Vaucouleurs-Profil, das die Helligkeitsverteilung einer elliptischen Galaxie oder des Bulges einer Spiralgalaxie beschreibt.
- Für {\displaystyle n=1} erhält man einen exponentiellen Verlauf, der sich in vielen Fällen für die Scheiben von Spiralgalaxien, für irreguläre Galaxien sowie für elliptische oder linsenförmige Zwerggalaxien eignet.[2]

Anhand des Sérsic-Profils ist eine Klassifikation von Galaxien möglich. So können per Ausgleichungsrechnung die Parameter {\displaystyle n}, {\displaystyle R_{e}} sowie {\displaystyle I_{e}} für eine gemessene Helligkeitsverteilung modelliert werden. Für manche Galaxien, insbesondere für Spiralgalaxien, werden üblicherweise zwei verschiedene Sérsic-Profile angenommen, so etwa für den Bulge und für die Scheibe. Wendet man das Modell auf die gesamte Galaxie an, so lässt sich eine Korrelation des Sérsic-Indizes mit dem Bulge-Scheiben-Verhältnis beobachten.